# Internet Engineering Task Force
Die Internet Engineering Task Force (IETF, englisch für ‚Internettechnik-Arbeitsgruppe‘) ist eine Organisation, die sich mit der technischen Weiterentwicklung des Internets befasst. Das Ziel ist die Entwicklung von Internetstandards und Best Practices, die die Funktionsweise des Internets verbessern sollen. In dieser Funktion beeinflusst die IETF die technische Basis des Internets grundlegend und trägt maßgeblich zur Etablierung neuer Standards bei.
Die IETF veröffentlicht in der Dokumentenreihe Request for Comments etablierte Internetprotokollstandards, experimentelle Neuentwicklungen und verschiedene Dokumente mit informativem Charakter. Im Gegensatz zur forschungsorientierten Internet Research Task Force (IRTF) kümmert sich die IETF um die technische Entwicklung und Standardisierung von Internetprotokollen. Zur Internetprotokollfamilie gehören beispielsweise das Internet Protocol (IP), die Transportprotokolle UDP, TCP und SCTP sowie das Anwendungsprotokoll HTTP zur Übertragung von Web-Inhalten.
Die IETF ist eine offene, internationale Freiwilligenvereinigung von Netzwerktechnikern, Herstellern, Netzbetreibern, Forschern und Anwendern, die für Vorschläge zur Standardisierung des Internets zuständig ist. Die Community steht jedem Interessierten offen und es existiert keine förmliche Mitgliedschaft oder Mitgliedsvoraussetzung.

## Organisation und Arbeitsweise
Die IETF besteht aus einer großen Zahl Arbeitsgruppen (Working Groups), von denen sich jede mit einem spezifischen Thema befasst und beabsichtigt, die Arbeit an diesem Thema zu beenden und sich dann aufzulösen. Jede Arbeitsgruppe hat einen ernannten Vorsitzenden (oder manchmal mehrere Co-Vorsitzende) sowie eine Charta, welche die Ziele formuliert und vorgibt, wann welche Dokumente produziert werden sollen. Die Arbeitsgruppen agieren und diskutieren per E-Mail über offene Mailinglisten und treffen sich üblicherweise dreimal im Jahr zur persönlicheren Diskussion auf den so genannten IETF-Meetings. Gemäß dem von Dave Clark formulierten Motto “We reject kings, presidents and voting. We believe in rough consensus and running code.” bedarf es keiner genauen Abstimmung zur Entscheidungsfindung, ein „grober Konsens“ innerhalb der Arbeitsgruppe ist ausreichend.
Die Arbeitsgruppen sind nach Themengebiet in Bereiche (Areas) gegliedert; jeder Bereich wird von einem Area Director (AD) (die meisten Bereiche haben zwei Co-ADs) betreut; die ADs ernennen die Vorsitzenden der Arbeitsgruppen. Die Area Directors bilden zusammen mit dem IETF-Vorsitzenden die Internet Engineering Steering Group (IESG), die für den Gesamtbetrieb der IETF verantwortlich ist. Bevor ein in der IETF erstelltes Dokument zum offiziellen Protokollstandard im Internet erhoben wird, muss es durch die IESG begutachtet und genehmigt werden, um die hohe Qualität der offiziellen Standards zu sichern. Die IESG entscheidet auch im Streitfall, ob ein grober Konsens innerhalb einer Arbeitsgruppe erreicht wurde. Neue Arbeitsgruppen werden üblicherweise erst eingerichtet, wenn der Bedarf hierfür ausreichend begründet wurde, was die IESG beurteilt. Üblicherweise findet nach einer ersten Diskussion von Teilnehmern mit einem AD über ein neues Thema ein erstes Treffen gleichgesinnter Interessenten bei einem so genannten Birds of a feather (BOF) während eines IETF-Meetings statt. Während eines BOF werden die Probleme diskutiert, welche ggf. durch eine neue Arbeitsgruppe gelöst werden können, und erste Vorschläge für eine Charta erarbeitet. Ein solches Treffen kann auch mehrfach stattfinden, bis klar ist, ob sich genügend Freiwillige zur Gründung einer neuen Arbeitsgruppe finden.
Das Internet Architecture Board (IAB) ist ein Komitee, welches den architekturellen Überblick der IETF-Aktivitäten wahrt und die ISOC beratend unterstützt. Das IAB überwacht außerdem den Standardisierungsprozess, ernennt den RFC Editor und ist für die Verwaltung der Zuweisung von Protokollparameterwerten durch die Internet Assigned Numbers Authority (IANA) zuständig. Das IAB ist gemeinschaftlich verantwortlich für das IETF Administrative Oversight Committee (IAOC), welches die IETF Administrative Support Activity (IASA) betreut, die sich um die administrativen Belange der IETF (u. a. Finanzen) kümmert. Finanziell gesehen fallen Kosten vor allem für die IETF-Meetings, die verschiedenen Server und die Administration selbst an. Die Organisation der Meetings und den Betrieb der Server übernimmt das IETF Sekretariat. Einnahmen erhält die IETF nur aus den Teilnahmegebühren für die IETF-Meetings sowie durch die ISOC.
Das IAB managt auch die Internet Research Task Force (IRTF) mit dem die IETF einige gruppenübergreifende Beziehungen hat. Die Mitglieder der IESG und des IAB werden durch ein Ernennungskomitee (NomComm) ausgewählt, welches sich wiederum aus einer zufälligen Auswahl von freiwilligen IETF-Aktiven (die in gewisser Regelmäßigkeit an den IETF-Meetings teilnehmen) zusammensetzt.
Das Sekretariat der Organisation befindet sich in Fremont, Kalifornien.

## Bereiche
Zurzeit gliedert sich die IETF in sieben thematische Bereiche. Jede Arbeitsgruppe innerhalb der IETF wird genau einem dieser Bereiche zugeordnet.
- Anwendungen und Echtzeit (Applications and Real-Time – ART)
- Allgemeines (General – GEN)
- Internet-Dienste (Internet – INT)
- Betrieb und Netzmanagement (Operations and Management – OPS)
- Routing (RTG)
- Sicherheit (Security – SEC)
- Web- und Internet-Transport (Web and Internet Transport – WIT)

Der ehemalige Bereich Transportdienste (Transport Services – TSV) wurde Anfang 2024 aufgelöst und die zugehörigen Arbeitsgruppen größtenteils dem neu eingeführten WIT Bereich zugeordnet.

## Geschichte
Die IETF begann im Januar 1986 in San Diego mit einem vierteljährlichen Treffen von der US-Regierung bezahlter Forscher. Beginnend mit dem vierten IETF-Meeting im Oktober 1986 wurden auch Vertreter von Nicht-Regierungszulieferern eingeladen. Seit dieser Zeit waren alle IETF-Meetings für jeden offen. Der Großteil der Arbeit der IETF erfolgt jedoch über Mailinglisten und die Teilnahme an den Meetings ist für die Mitwirkenden deshalb nicht nötig, da wichtige Entscheidungen über die Mailingliste diskutiert und gefällt werden müssen. Die Ereignisse eines IETF-Meetings sind jedoch auch für Nicht-Anwesende einigermaßen gut nachvollziehbar: es gibt meistens Live-Übertragungen der Audio-Kanäle, so dass Diskussionen live mitverfolgt werden können. Des Weiteren werden diese Aufnahmen archiviert, so dass sie auch später nochmal angehört werden können. Darüber hinaus ermöglicht die Teilnahme über XMPP einen interaktiven Rückkanal, so dass entfernte Teilnehmer darüber Fragen stellen können. Die meisten Arbeitsgruppen stellen außerdem eine Mitschrift und die von den Teilnehmern präsentierten Folien in den Meeting-Proceedings zur Verfügung.
Die anfänglichen Meetings waren sehr klein, mit weniger als je 35 Anwesenden bei den ersten fünf und einem Maximum von 120 Anwesenden (beim 12. Meeting im Januar 1989) bei den ersten 13 Meetings. Seit Anfang der 1990er-Jahre wuchsen die Meetings sowohl in Teilnahme als auch Geltungsbereich stark; die Spitzenbesucheranzahl lag bei 2.810 im Juli 2000 IETF in San Diego. Mit den Restrukturierungen in der Industrie in den frühen 2000er-Jahren nahm die Besucherzahl wieder ab und liegt momentan bei um die 1.500.
Während der frühen 1990er wechselte die institutionelle Form von einer Aktivität der US-Regierung zu einer unabhängigen, internationalen, mit der Internet Society verbundenen Organisation. Die Internet Society fungierte als formeller Schirm, da die IETF zu dieser Zeit keine eigene Rechtsform hatte. Die Verwaltungsaufgaben der IETF nahm das IETF Administrative Oversight Committee (IAOC) innerhalb der Internet Society wahr. Im August 2018 ging diese Aufgabe an die neu gegründete IETF Administration LLC über, wodurch die IETF eine eigene Rechtsform als Limited Liability Company bekam.
Im Detail haben sich die Tätigkeiten während des Wachstums der IETF um einiges verändert, aber der grundsätzliche Mechanismus bleibt die Veröffentlichung von Spezifikationsentwürfen, Reviews und unabhängiges Testen durch die Beteiligten und Wiederveröffentlichung. Interoperabilität voneinander unabhängig entstandener Implementierungen ist der Haupttest für Klarheit der IETF-Spezifikationen, die Standards werden wollen. Die meisten Spezifikationen konzentrieren sich eher auf einzelne Protokolle als auf das Zusammenspiel von Komponenten in Systemarchitekturen. Dies hat es erlaubt, dass ihre Protokolle in vielen verschiedenen Systemen verwendet werden und ihre Standards routinemäßig von Institutionen wiederverwendet werden, wenn es um die Entwicklung vollständiger Architekturen geht (z. B. 3GPP, IMS).
Da die IETF sich auf Freiwillige verlässt und „Groben Konsens sowie lauffähigen Code“ als Prüfstein verwendet, kann sie jedoch auch langsam sein, wenn die Anzahl Freiwilliger entweder zu niedrig ist, um einen Fortschritt zu machen, oder so groß, dass ein Konsens schwierig ist. Für Protokolle wie SMTP – das zuständig ist für den Transport von E-Mail für eine nach Milliarden zählende Gemeinschaft – gibt es auch beträchtlichen Widerstand bei jeder Änderung, die nicht hundertprozentig abwärtskompatibel ist. An Wegen, die Arbeitsgeschwindigkeit zu erhöhen, wird innerhalb der IETF gearbeitet – da es jedoch angesichts der großen Anzahl Freiwilliger viele Meinungen darüber gibt, bremsen die Konsensmechanismen diese Bestrebungen selbst.